# Moeraswalstro
Moeraswalstro (Galium palustre, synoniem: Galium elongatum) is een overblijvende plant, die behoort tot de sterbladigenfamilie. Moeraswalstro komt van nature voor in Midden-Europa tot in Centraal-Azië en in Noordwest-Afrika en oostelijk Noord-Amerika. In Nieuw-Zeeland komt de soort ook voor.
De plant wordt 5-60 cm hoog. De vierkantige, dunne stengel voelt meestal ruw aan door de gekromde, stekelachtige haren op de ribben. Het eironde tot langwerpige, afgeronde blad heeft één nerf en ruwe randen. Het middelste blad is 5-15 mm lang, de andere kleiner. De bladeren zitten met vier tot zes bladeren stervormig bij elkaar. De droge bladeren zijn zwart.
Moeraswalstro bloeit van mei tot in september met 2-3,5 mm grote, witte bloemen met vaak roze bloemknop. De helmknoppen zijn rood. De meestal viertallige bloemen zitten in een losbloemige, piramidevormige pluim.
De zwarte, gladde, 1,5-3 mm lange vrucht is een dopvrucht en zit aan een ruwe vruchtsteel.
De plant komt voor op open tot grasachtige, natte of op onder water staande voedselrijke grond langs waterkanten, in beken, sloten, vennen, rietlanden, drassige graslanden, duinvalleien en lichte moerasbossen.